# 塞尼尼奧山

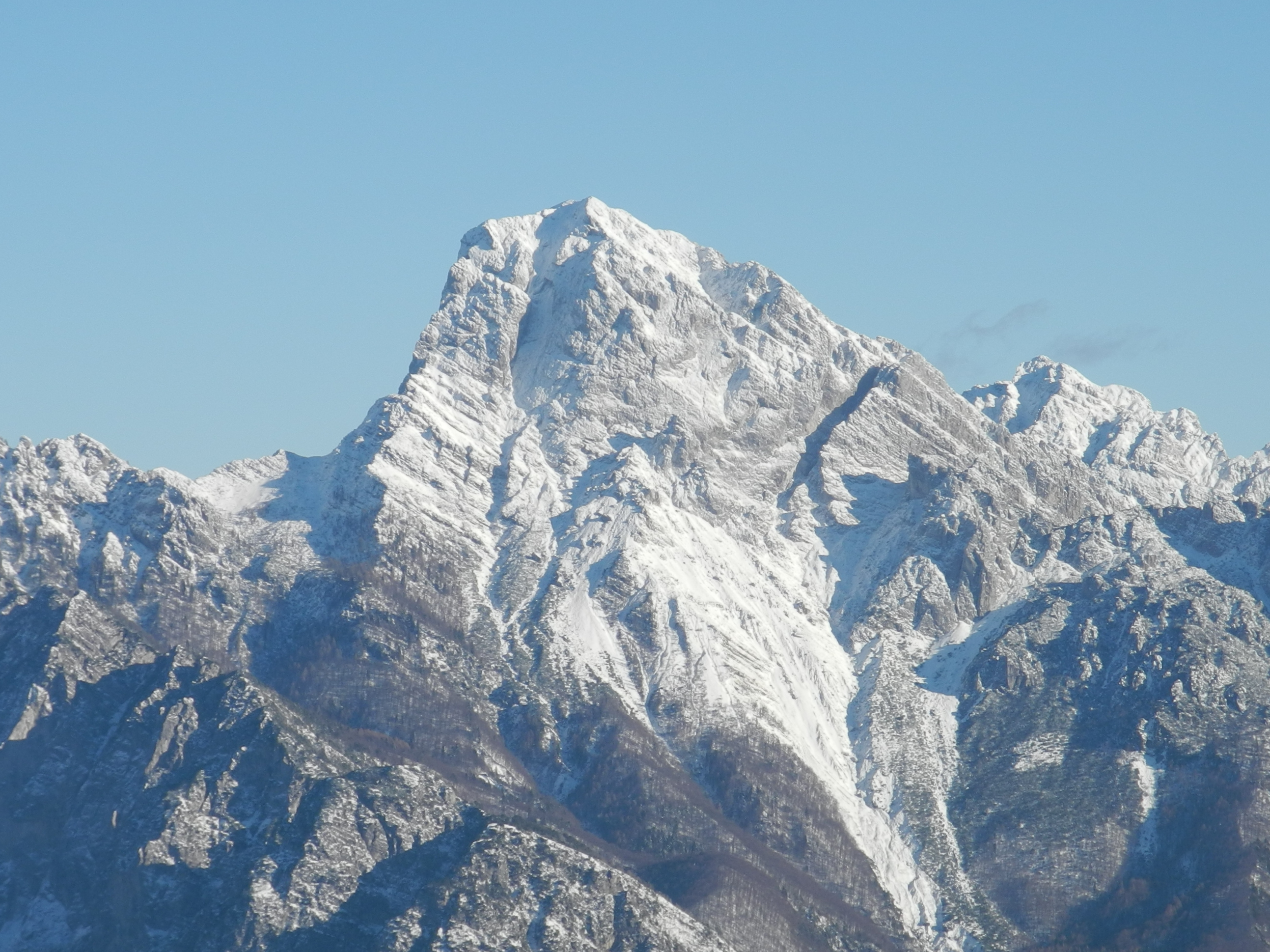

46°28′N 13°07′E / 46.467°N 13.117°E
塞尼尼奧山（義大利語：Monte Sernio），是意大利的山峰，位於該國東北部，由烏迪內省負責管轄，屬於卡爾尼克阿爾卑斯山脈的一部分，海拔高度2,187米，人類在1879年首次登頂。